# 三菱・ASX
ASXは、三菱自動車工業が製造・欧州で販売しているクロスオーバーSUVタイプの乗用車である。
2024年現在、販売されている2代目はルノーからのOEMとなっている。

## 初代（2010年 - 2022年）
初代は2010年1月にジュネーブショー2010にて実車のお披露目を実施し、3月以降に販売を開始した。
2020年に三菱自動車は中期経営計画を発表し、欧州から事実上の撤退を表明した。

## 2代目（2023年 - ）
2022年9月21日、ルノー・日産・三菱アライアンスに基づき、ルノー・キャプチャーのOEMモデルとなる新型「ASX」を欧州にて発表、2023年3月に発売開始された。グリル、エンブレム類以外はキャプチャーとほぼ同一で、MI-PILOT（マイパイロット、キャプチャーの「ルノー イージー ドライブ」と同一）も搭載する。
なお、三菱がルノーからOEM供給を受けるのはトラフィックのオセアニア市場向け「エクスプレス」以来、2例目である。

### 沿革
- 2022年
  - 9月 - オンライン発表会で世界初公開[5]。
- 2023年
  - 3月 - 新型の販売開始。
- 2024年
  - 4月 - 大幅改良モデルを6月から販売することを発表[6]。
  - 6月 - 大幅改良モデルの販売開始。